# Morti nel 535
| Questa pagina contiene informazioni ricavate automaticamente dalle voci biografiche con l'ausilio del template Bio e di un bot. L'aggiornamento è periodico e automatico e ricostruisce completamente la pagina. Se manca una persona in questa lista, sei pregato di non aggiungerla, ma accertati piuttosto che la sua voce biografica contenga il template Bio e che i dati anagrafici siano correttamente compilati. Se il template Bio manca, inseriscilo tu stesso o, in alternativa, metti l'avviso {{tmp\|Bio}} che ne segnala la mancanza. Se i dati riportati sono sbagliati, correggi direttamente la voce biografica; le modifiche saranno visibili in questa lista entro pochi giorni. Per chiarimenti vedi il progetto biografie. La lista contiene solo le 6 persone che sono citate nell'enciclopedia e per le quali è stato implementato correttamente il template Bio. Pagina aggiornata al 26 lug 2025. |

- 20 febbraio - Timoteo III, arcivescovo egiziano
- 30 aprile - Amalasunta, regina ostrogota
- 8 maggio - Papa Giovanni II, papa e vescovo (n. 470)
- 5 giugno - Epifanio di Costantinopoli, vescovo bizantino
- Bonifacio di Cartagine, vescovo romano
- Meirchion Gul, sovrano britannico